# Эстрамустин
Эстрамустин (Estramustine, МНН эстрамустин) — цитостатический противоопухолевый химиотерапевтический лекарственный препарат с алкилирующей и эстрогенной гормональной активностью, применяется при раке предстательной железы.

## Химическое название действующего вещества
- соединение нормустина и эстрадиола,

17бета-эстра-1,3,5(10)-триен-3,17-диол-3-(бис(2-хлорэтил)карбамат),
C23H31Cl2NO3, CAS: 2998-57-4

## Фармакологическое действие
Эстрамустина фосфат (конъюгат эстрадиола и азотистого иприта) представляет собой противоопухолевый препарат с двойным механизмом действия. Установлено, что эстрон и эстрадиол (получающиеся в результате биотрансформации эстрамустина фосфата) обладают антигонадотропной активностью и вызывают снижение уровня тестостерона, сходное с таковым после хирургической кастрации.
В процессе дефосфорилирования эстрамустина фосфата образуется эстрамустин, который далее биотрансформируется в эстромустин. Эти метаболиты обладают антимитотическим действием за счет ингибирования образования микротрубочек в метафазу и их разрушением в интерфазу митоза.

## Фармакокинетика

### Распределение и метаболизм
После в/в введения неизменённый эстрамустина фосфат обнаруживается в плазме крови, однако он быстро биотрансформируется с образованием эстрамустина и далее — эстромустина, который является основным метаболитом, присутствующим в плазме. Связывание эстрамустина и эстромустина с белками плазмы высокое. Эстрамустин и эстромустин подвергаются дальнейшей биотрансформации с образованием эстрогенов — эстрадиола и эстрона.
После введения препарата эстрамустин и эстромустин обнаруживаются в опухолевой ткани предстательной железы человека. Концентрации эстрамустина и эстромустина в опухолевой ткани выше, чем в плазме. Возможно, это объясняется тем, что эстрамустин и эстромустин поглощаются тканью предстательной железы за счет их связывания с особым белком, который был обнаружен в опухолевой ткани предстательной железы.

### Выведение
Эстрамустин и эстромустин выделяются с желчью и калом и не обнаруживаются в моче. Эстрадиол и эстрон подвергаются дальнейшему метаболизму и частично выделяются с мочой.

## Показания к применению эстрамустина фосфата
- поздние стадии рака предстательной железы, особенно при рефрактерности к гормональной терапии;
- первичная терапия рака предстательной железы при наличии прогностических факторов, указывающих на возможную низкую эффективность гормональной терапии.

## Режим дозирования
Доза эстрамустина для приема внутрь может составлять от 7 до 14 мг/кг массы тела в 2-3 приема (4-8 капсул/сутки). Рекомендуемая начальная доза составляет 4-6 капсул в сутки для достижения дозы не менее 10 мг/кг массы тела.
Капсулы следует принимать не менее чем за 1 ч до еды или через 2 ч после еды, запивать водой. Нельзя принимать эстрамустина фосфат одновременно с лекарственными средствами, содержащими кальций, магний или алюминий (в том числе с антацидами), а также одновременно с употреблением молока, молочных продуктов.
Рекомендуемая доза эстрамустина фосфата в форме инъекций составляет 5 мг/кг массы тела (300—450 мг) ежедневно в течение 3 недель, затем по 300 мг 2 раза в неделю в качестве поддерживающей терапии.
При отсутствии эффекта от проводимой в течение 4-6 недель терапии препарат следует отменить.

## Способ приготовления и введения раствора
Содержимое 1 флакона эстрамустина фосфата растворяют в 8 мл воды для инъекций, медленно добавляя содержимое ампулы с растворителем во флакон с порошком для инъекций. При этом флакон нельзя встряхивать.
Эстрамустина фосфат обладает местным раздражающим эффектом, поэтому он должен вводиться в/в медленно тонкой иглой в периферическую вену или через центральный венозный катетер.
Эстрамустина фосфат можно развести в 250 мл 5 % раствора глюкозы и вводить в/в капельно в течение не более 3 ч.

## Побочное действие
Со стороны эндокринной системы: часто — гинекомастия, импотенция.
Со стороны пищеварительной системы: часто — тошнота, рвота (особенно в течение первых 2 недель лечения); возможно — диарея, нарушение функции печени.
Со стороны сердечно-сосудистой системы: задержка жидкости, ИБС (включая инфаркт миокарда), застойная сердечная недостаточность, тромбоэмболия, артериальная гипертензия.
Со стороны системы кроветворения: редко — анемия, лейкопения и тромбоцитопения.
Со стороны ЦНС: редко — мышечная слабость, депрессия, головная боль, спутанность сознания, летаргия.
Аллергические реакции: кожная сыпь, ангионевротический отек (отек Квинке и отек гортани). Во многих случаях пациенты одновременно с Эстрацитом получали ингибиторы АПФ).
Местные реакции: в месте в/в введения — флебит.

## Противопоказания к применению эстрамустина фосфата
- тяжёлые заболевания печени;
- тяжёлые заболевания сердечно-сосудистой системы, такие как ИБС, тромбоэмболия и осложнения, вызванные задержкой жидкости в организме;
- повышенная чувствительность к производным эстрадиола и/или азотистого иприта.

### Применение при нарушениях функции печени
Противопоказан при тяжёлых заболеваниях печени.

## Особые указания
Эстрамустина фосфат должен применяться врачами, имеющими опыт применения противоопухолевых препаратов.
С осторожностью следует назначать эстрамустина фосфат пациентам с тромбофлебитом, тромбозом или тромбоэмболическими нарушениями в анамнезе (особенно связанных с применением эстрогенов); при атеросклерозе сосудов головного мозга или коронарной патологии.
Из-за возможного снижения толерантности к глюкозе пациенты с сахарным диабетом должны находиться под строгим наблюдением в процессе лечения эстрамустина фосфатом.
У пациентов с артериальной гипертензией необходим систематический контроль АД.
При применении эстрамустина фосфата возможна задержка жидкости в организме, поэтому пациенты с эпилепсией, мигренью или нарушениями функции почек, прогрессирующими в случае задержки жидкости, требуют особого внимания.
С осторожностью назначают эстрамустина фосфат пациентам с метаболическими поражениями костной ткани, сопровождающимися гиперкальциемией, а также пациентам с почечной недостаточностью, так как препарат может оказывать влияние на метаболизм кальция или фосфора.
С осторожностью назначают препарат пациентам с нарушениями функции печени, так как он может недостаточно метаболизироваться у таких пациентов. Требуется регулярный контроль лабораторных показателей функции печени.
Известно, что эстрамустин мутагенен, поэтому при применении эстрамустина фосфата пациенты детородного возраста должны использовать надежные методы контрацепции.
Поскольку некоторые эндокринные функции и функции печени подвержены влиянию эстрогенсодержащих препаратов, это может отразиться на соответствующих значениях лабораторных показателей.
При приготовлении раствора следует избегать контакта эстрамустина фосфата с кожей. Если это произошло, следует тщательно промыть место контакта холодной водой с мылом и уничтожить использованные при этом материалы путём сжигания.

## Передозировка

### Симптомы
Возможно усиление побочных эффектов, особенно со стороны пищеварительной системы.

### Лечение
Проводят промывание желудка и симптоматическую терапию. В течение 6 недель после передозировки эстрамустина фосфата следует контролировать картину крови и функциональное состояние печени.

## Лекарственное взаимодействие
Клинические исследования показали, что эстрогены повышают как терапевтическую активность, так и токсичность трициклических антидепрессантов возможно путём ингибирования их метаболизма.
При одновременном приеме эстрамустина фосфата и препаратов, содержащих кальций, магний или алюминий, возможно значительное снижение всасывания эстрамустина фосфата за счет образования с поливалентными ионами металлов нерастворимых солей.
При одновременном применении эстрамустина фосфата и ингибиторов АПФ повышается вероятность развития ангионевротического отека.

## Фармацевтическая несовместимость
Для приготовления инъекционного раствора эстрамустина фосфата не рекомендуют использовать физиологический раствор из-за выпадения осадка.

## Условия отпуска из аптек
Препарат отпускается по рецепту.

## Условия и сроки хранения
Эстрамустина фосфат в форме капсул следует хранить в недоступном для детей месте при температуре не выше 25 °C. Срок годности — 5 лет.
Лиофилизированный порошок эстрамустина фосфата следует хранить в недоступном для детей месте при температуре не выше 25 °C. Срок годности — 3 года. Приготовленный инфузионный раствор необходимо использовать в течение 12 ч при хранении при комнатной температуре и в течение 24 ч при хранении при температуре от 2° до 8 °C.